# Tillandsia 'Tiaro'
Tillandsia 'Tiaro' es un  cultivar híbrido del género Tillandsia perteneciente a la familia  Bromeliaceae.
Es un híbrido creado  con las especies Tillandsia baileyi × Tillandsia seleriana.